# نادي بوليتكنيكا ياش
نادي بوليتكنيكا ياش لكرة القدم (بالرومانية: Clubul Sportiv Municipal Politehnica Iași)‏ هو نادي كرة قدم روماني من مدينة ياش، تأسس في سنة 2010، ويلعب حالياً في دوري الدرجة الأولى الروماني. صعد النادي لأول مرة إلى دوري الدرجة الأولى في 2 يونيو 2012 بعد قضاءه موسمين في دوري الدرجة الثانية.
حقّق النادي أفضل نتيجة له في الدوري الروماني موسم 2017–18، عندما احتل المركز السادس.

## التاريخ

### التأسيس والسنوات الأولى (2010-2014)
تأسس بوليتكنيكا ياش الاصلي في أبريل 1945، وتم حلُّهُ في عام 2010 بسبب الديون غير المسددة. في أغسطس من ذلك العام، اندمج (Tricolorul Breaza) مع (Navoby Iași) وشكلاّ نادي بوليتكنيكا ياش. لعب في دوري الدرجة الثانية، وكان هدف النادي هو العودة إلى دوري الدرجة الأولى الروماني.
تم تعيين يونوت بوبا مُدرّبا للنادي الذي تم إنشاؤه حديثًا، وانتخب جريجور سيتشيتو رئيسًا تنفيذيًا.
في صيف عام 2011، تم تغيير اسم النادي إلى (Clubul Sportiv Municipal Studențesc Iași)، أو ببساطة (CSMS Iași). في النصف الثاني من موسم 2011-12 تم تعيين الدولي الروماني السابق فلورين برونيا رئيسا. في 2 يونيو 2012، بعد فوز النادي بنتيجة 4-2 على فارول كونستانتا، صعد الفريق إلى دوري الدرجة الأولى الروماني، بعد عامين في دوري الدرجة الثانية.
في 29 أغسطس، تم تعيين ليفيو تشيوبوتاريو مدربًا رئيسيًا. أنهى الفريق خلال موسم 2012-13 في المركز السابع عشر وهبط إلى الدرجة الثانية. على الرغم من وجود آمال في أن يتم قبوله في موسم 2013-14، إلا أن نادي كونكورديا كياجنا ضمن المركز الأخير في الدوري الأول، بسبب هبوط رابيد بوخارست لأسباب مالية.

### العودة إلى الدرجة الأولى (2014 - إلى الوقت الحاضر)
بعد أن حل ماريوس لاكاتوش مكان إيناتشي مدربا، احتل النادي المركز الأول في الدرجة الثانية خلال موسم 2013-14، وصعد مرة أخرى إلى دوري الدرجة الأولى. في موسم 2014-15، لعب النادي لأول مرة في (Cupa Ligii)، وهزم نادي تارغو موريش لينتقل إلى دور الستة عشر، حيث أُقصي أمام سي إف آر كلوج.
كان موسم 2015–16 من أفضل مواسم نادي بوليتكنيكا ياش، وفي تاريخ كرة القدم بمدينة ياش. فبعد مسار ممتاز، أنهى الفريق في المركز السابع وتأهل للدوري الأوروبي 2016-2017 تحت قيادة المدرب الإيطالي نيكولو نابولي، مع فريق اعتمد على لاعبين ذوي خبرة مثل: أندريه كريستيا وبويان جولوبوفيتش وإيونوي فويكو وبرانكو غراهوفاش. في الجولة الثانية من الدوري الأوروبي 2016–17، واجه نادي بوليتكنيكا ياش فريق هايدوك سبليت الكرواتي وبعد التعادل 2-2 في ياش، خسر في سبليت بنتيجة 1–2، ليُقصى من المنافسة.
في 22 يوليو 2016 أعلن النادي أنه غير اسمه، من ستودينتس ياش إلى بوليتكنيكا ياش، وهو اسم يرتبط ارتباطًا وثيقًا بتقليد كرة القدم ياش، وتمّ حلّ بوليتنيكا ياشي.
في يونيو 2017، تم التخلي عن الرئيس فلورين برونيا بعد خمس سنوات من توليه رئاسة النادي. تم تعيين أدريان أمبروزي لاحقًا في هذا المنصب. بعد إنهاء عقود عدد من اللاعبين الأساسيين مثل لوكاتش بوليه ودايسوكي ساتو، وقّع الفريق لعدد من اللاعبين الأجانب، مثل دينيس روسو وكامير كاكا ولواغا كيزيتو ولويس كارلوس ألمادا سواريس. في 24 فبراير 2018، على الرغم من الخسارة 0-1 أمام حامل اللقب فيتورول كونستانتا، أصبح بوليتكنيكا ياتشي أول فريق من مولدافيا يتأهل إلى الدور الفاصل من دوري الدرجة الأولى 2017-18 منذ تقديمه في عام 2015.
في 11 يوليو من ذلك العام، أعلن النادي أنه حصل على الحق في استخدام شعار واسم بوليتكنيكا ياش، والذي كان يعتبر الخطوة الأولى في خطة استعادة الهوية الكاملة للنادي، والخطوة التالية هي استعادة سجلّه.

## الملعب
يلعب بوليتكنيكا ياش مبارياته على أرضه في ملعب إميل ألكسندرسكو. يقع في حي كوبو، بالقرب من جامعة أليكساندرو إيوان كوزا، ويتّسع لـ11390 مقعدًا.

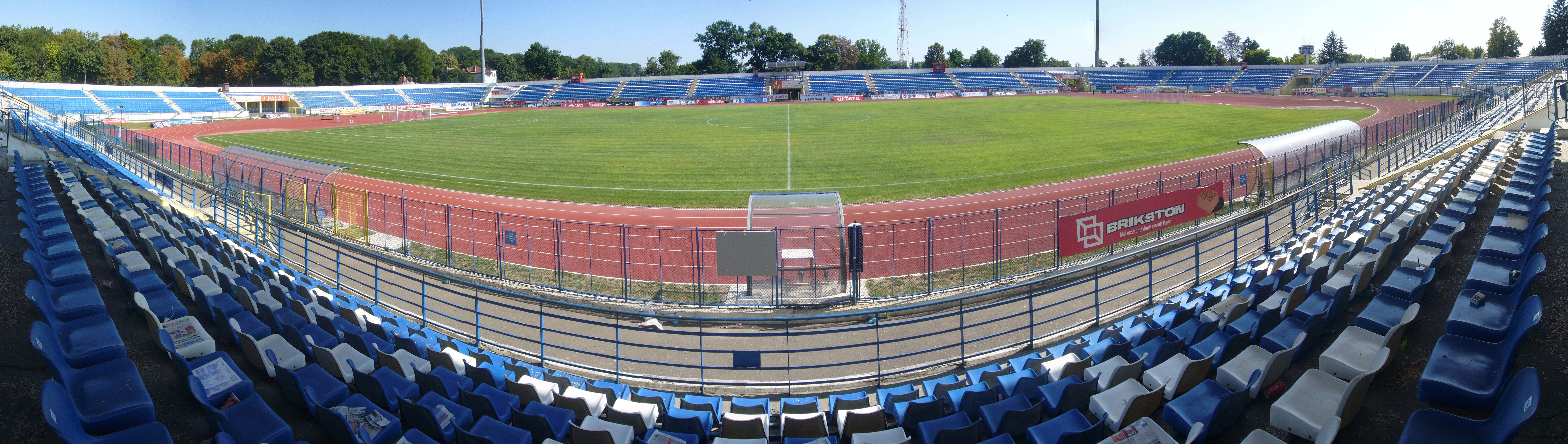
ملعب إميل ألكسندرسكو.

## الألقاب
- دوري الدرجة الثانية:

البطل (2): 2011–12، 2013–14